# Società Polisportiva Ars et Labor 1907 2008-2009
Questa pagina raccoglie le informazioni riguardanti la Società Polisportiva Ars et Labor 1907 nelle competizioni ufficiali della stagione 2008-2009.

## Stagione
Nell'estate 2008 la SPAL viene ripescata in Serie C1, nel frattempo ridenominata Lega Pro Prima Divisione. La squadra affidata a Aldo Dolcetti, nella quale spicca il bomber marocchino Rachid Arma, dopo aver disputato un girone di andata sempre nelle primissime posizioni cala negli ultimi mesi del torneo, perdendo per un solo punto l'opportunità di giocarsi i Play-off. Fatali due sconfitte nel finale di stagione: la prima nello scontro diretto con il Cesena, la seconda a Lecco nella penultima giornata. La SPAL chiude sesta con 53 punti, a soli 7 punti dal primo posto.
La formazione ferrarese disputa un torneo di vertice, falsato però dal fallimento societario a campionato in corso della Pro Patria, che si giocherà comunque la promozione in Serie B fino alla sconfitta nella finale Play-off. Il Cesena, partito in sordina, brucia tutte le concorrenti con un rush finale vincente, chiudendo al primo posto con 60 punti, la seconda promossa è il Padova che vince i Play-off.

## Rosa
| N. |                    | Ruolo | Calciatore            |
| -- | ------------------ | ----- | --------------------- |
|    | Nigeria (bandiera) | A     | Kolawole Agodirin     |
|    | Marocco (bandiera) | A     | Rachid Arma           |
|    | Italia (bandiera)  | D     | Mauro Bianchi         |
|    | Italia (bandiera)  | A     | Andrea Bracaletti     |
|    | Italia (bandiera)  | D     | Marco Cabeccia        |
|    | Italia (bandiera)  | P     | Luca Capecchi         |
|    | Italia (bandiera)  | C     | Alessandro Cazzamalli |
|    | Italia (bandiera)  | C     | Umberto Cazzola       |
|    | Italia (bandiera)  | C     | Luis Fernando Centi   |
|    | Italia (bandiera)  | D     | Roberto Cortellini    |
|    | Italia (bandiera)  | C     | Guido Ghetti          |

| N. |                      | Ruolo | Calciatore            |
| -- | -------------------- | ----- | --------------------- |
|    | Argentina (bandiera) | A     | Cristian La Grottería |
|    | Italia (bandiera)    | D     | Stefano Lorenzi       |
|    | Svizzera (bandiera)  | A     | Mirko Martucci        |
|    | Italia (bandiera)    | A     | Marco Moro            |
|    | Italia (bandiera)    | A     | Francesco Quintavalla |
|    | Paraguay (bandiera)  | C     | Rivaldo González      |
|    | Italia (bandiera)    | C     | Paolo Rossi           |
|    | Italia (bandiera)    | C     | Filippo Savi          |
|    | Italia (bandiera)    | C     | Eros Schiavon         |
|    | Italia (bandiera)    | D     | Cristian Servidei     |
|    | Italia (bandiera)    | D     | Marco Zamboni         |

## Risultati

### Lega Pro Prima Divisione (girone A)

#### Girone di andata
| Arbitro: | Gallione (Alessandria) |

|                 |           |              |
| Arma 22’ (rig.) | Marcatori | 46’ Iacopino |

| Arbitro: | Giacomelli (Trieste) |

|                        |           |                |
| Tiboni 71’ Corrent 85’ | Marcatori | 56’ Cazzamalli |

| Ferrara 14 settembre 2008 3ª giornata | SPAL              | 0 – 0 | Cremonese | Stadio Paolo Mazza\| Arbitro: \| Tasso (La Spezia) \| |
| Arbitro:                              | Tasso (La Spezia) |       |           |                                                       |

| Arbitro: | Giancola (Vasto) |

|             |           |                             |
| Cavagna 48’ | Marcatori | 3’ Bracaletti 25’, 55’ Arma |

| Arbitro: | Manna (Isernia) |

|            |           |  |
| Lorenzi 2’ | Marcatori |  |

| Arbitro: | Paparazzo (Catanzaro) |

|  |           |                                |
|  | Marcatori | 22’ Bracaletti 82’ Quintavalla |

| Arbitro: | Sguizzato (Verona) |

|                                 |           |                      |
| Dal Rio 62’ (rig.) Chiecchi 64’ | Marcatori | 34’, 67’ (rig.) Arma |

| Arbitro: | Cafari Panico (Cassino) |

|                  |           |             |
| La Grotteria 46’ | Marcatori | 17’ Carboni |

| Arbitro: | Ballo (Trapani) |

|               |           |             |
| Valtulina 68’ | Marcatori | 90’ Zamboni |

| Arbitro: | Lupo (Matera) |

|                |           |  |
| Cazzamalli 58’ | Marcatori |  |

| Arbitro: | Vivenzi (Brescia) |

|              |           |                                |
| Anderson 20’ | Marcatori | 6’ Bracaletti 66’ La Grotteria |

| Ferrara 16 novembre 2008 12ª giornata | SPAL                           | 0 – 0 | Pro Patria | Stadio Paolo Mazza\| Arbitro: \| Corletto (Castelfranco Veneto) \| |
| Arbitro:                              | Corletto (Castelfranco Veneto) |       |            |                                                                    |

| Arbitro: | G. Stefanini (Livorno) |

|  |           |                              |
|  | Marcatori | 11’ Bracaletti 23’, 59’ Arma |

| Arbitro: | Del Giovane (Albano Laziale) |

|            |           |  |
| Ghetti 69’ | Marcatori |  |

| Arbitro: | Meli (Parma) |

|                             |           |                  |
| Veronese 14’ Chiavarini 69’ | Marcatori | 90’ La Grotteria |

| Arbitro: | Baratta (Salerno) |

|          |           |              |
| Arma 28’ | Marcatori | 77’ Montalto |

| Crema 21 dicembre 2008 17ª giornata | Pergocrema   | 0 – 0 | SPAL | Stadio Giuseppe Voltini\| Arbitro: \| Nasca (Bari) \| |
| Arbitro:                            | Nasca (Bari) |       |      |                                                       |

#### Girone di ritorno
| Arbitro: | Paparazzo (Catanzaro) |

|          |           |                    |
| Torri 4’ | Marcatori | 8’ Arma 58’ Ghetti |

| Arbitro: | Pecorelli (Arezzo) |

|  |           |            |
|  | Marcatori | 27’ Garzon |

| Cremona 25 gennaio 2009 20ª giornata | Cremonese                      | 0 – 0 | SPAL | Stadio Giovanni Zini\| Arbitro: \| Corletto (Castelfranco Veneto) \| |
| Arbitro:                             | Corletto (Castelfranco Veneto) |       |      |                                                                      |

| Arbitro: | Palazzino (Ciampino) |

|  |           |                                    |
|  | Marcatori | 3’ Zizzari 29’ Zecchin 41’ Curiale |

| San Benedetto del Tronto 15 febbraio 2009 22ª giornata | Sambenedettese | 0 – 0 | SPAL | Stadio Fratelli Ballarin\| Arbitro: \| Lupo (Matera) \| |
| Arbitro:                                               | Lupo (Matera)  |       |      |                                                         |

| Arbitro: | Gallione (Alessandria) |

|                         |           |  |
| Ghetti 31’ Cabeccia 77’ | Marcatori |  |

| Arbitro: | Santonocito (Abbiategrasso) |

|  |           |             |
|  | Marcatori | 43’ Pesenti |

| Arbitro: | Tidona (Torino) |

|                        |           |  |
| Cunico 30’ Carboni 74’ | Marcatori |  |

| Arbitro: | Citro (Battipaglia) |

|             |           |  |
| Agodirin 8’ | Marcatori |  |

| Padova 29 marzo 2009 27ª giornata | Padova        | 0 – 0 | SPAL | Stadio Euganeo\| Arbitro: \| Doveri (Roma) \| |
| Arbitro:                          | Doveri (Roma) |       |      |                                               |

| Arbitro: | Di Francesco (Teramo) |

|                                     |           |            |
| Lorenzi 10’ Arma 43’ Cazzamalli 44’ | Marcatori | 2’ Momentè |

| Arbitro: | Guida (Torre Annunziata) |

|                                    |           |            |
| Toledo 44’ Fofana 55’ do Prado 62’ | Marcatori | 64’ Ghetti |

| Arbitro: | Bietolini (Firenze) |

|                                                   |           |            |
| Rossi 2’ Centi 39’ Cortellini 60’ Arma 71’ (rig.) | Marcatori | 63’ Virdis |

| Arbitro: | Ostinelli (Como) |

|  |           |          |
|  | Marcatori | 87’ Arma |

| Arbitro: | Baratta (Salerno) |

|  |           |               |
|  | Marcatori | 71’ Schelotto |

| Arbitro: | Nasca (Bari) |

|                                      |           |          |
| Guglieri 69’ Alteri 75’ Preziosi 93’ | Marcatori | 88’ Arma |

| Arbitro: | Cafari Panico (Cassino) |

|                              |           |             |
| P. Rossi 11’ Arma 68’ (rig.) | Marcatori | 51’ Araboni |

### Coppa Italia Lega Pro

#### Girone F
| Arbitro: | Donati (Ravenna) |

|                                                         |           |  |
| Arma 18’, 20’ Cazzamalli 27’, 34’ La Grottería 73’, 87’ | Marcatori |  |

| 20 agosto 2008 2ª giornata |  | – Turno di riposo Spal |  |  |

| Arbitro: | Barbeno (Brescia) |

|                          |           |                                            |
| Mezgour 15’ G. Conti 47’ | Marcatori | 14’ (aut.) Giacometti 57’ Zamboni 82’ Arma |

| Arbitro: | Ruini (Reggio Emilia) |

|  |           |              |
|  | Marcatori | 27’ M. Rossi |

| Arbitro: | Romani (Modena) |

|             |           |                               |
| Mortaro 88’ | Marcatori | 26’ Agodirin 81’ (rig.) Centi |

#### Fase 1 ad eliminazione diretta
| Arbitro: | Donati (Ravenna) |

|                            |           |  |
| La Grottería 45’ Bisso 80’ | Marcatori |  |

| Arbitro: | Borracci (San Benedetto del Tronto) |

|            |           |                            |
| M. Moro 8’ | Marcatori | 16’, 59’ Filipi 81’ Trotta |